# غيجوئية (فتح أباد)
غیجوئیة (بالفارسية: گیجوئیه) هي قرية تقع في إيران في Fathabad Rural District. يقدر عدد سكانها بـ 14 نسمة .